# لي جون (سياسي صيني)
لي جون (بالصينية: 雷军)‏ هو رائد أعمال وشخصية أعمال ومهندس وسياسي صيني، ولد في 16 ديسمبر 1969 في خوبي في الصين. انتخب general director ‏ شاومي وانتخب الرئيس التنفيذي كينغسوفت (1998 – 2011) وانتخب عضو مجلس الشعب الصيني ‏ خلال فترته النيابية ‏.

## وصلات خارجية
- الموقع الرسمي